# Zuidoosthoek (Friesland)

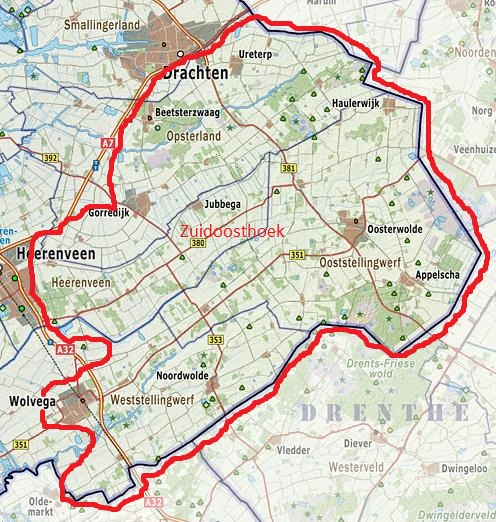
Kaart Zuidoosthoek Friesland

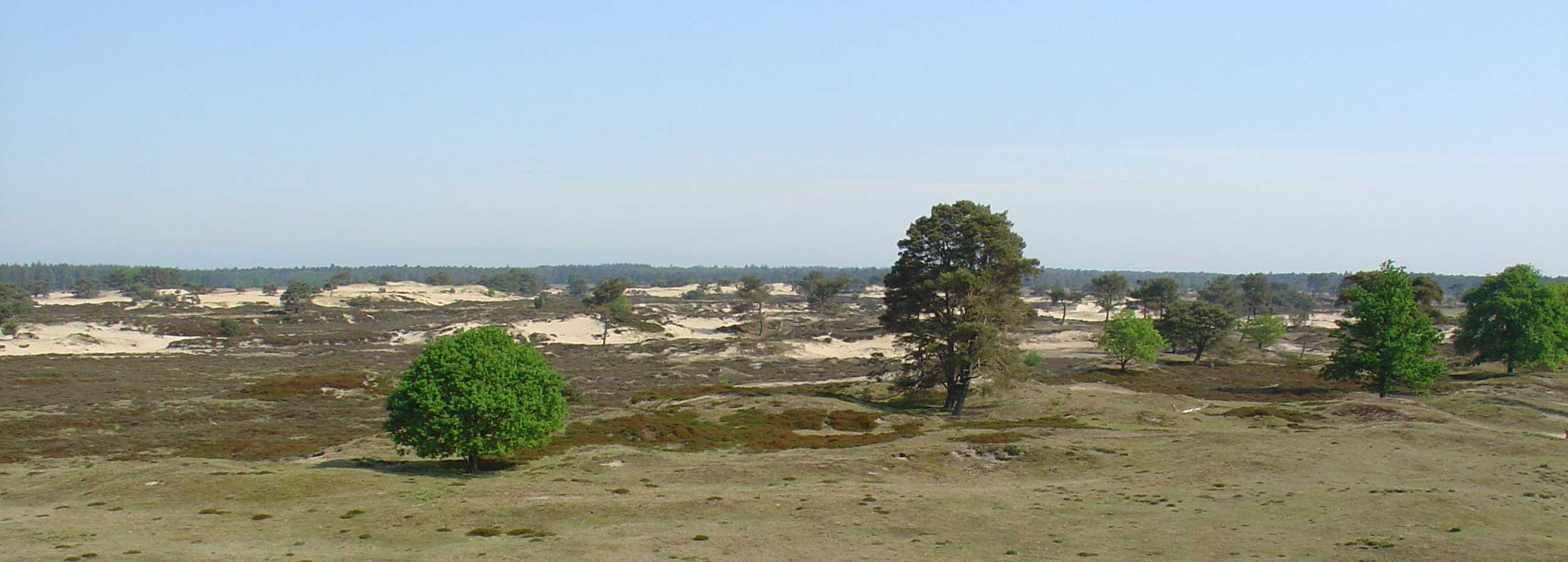
Het Aekingerzand in het Drents-Friese Wold

De Zuidoosthoek is een streek in het zuidoosten van de provincie Friesland.

## Ligging
Het ligt ten oosten van de plaatsen Drachten-Beetsterzwaag-Gorredijk-Heerenveen-Wolvega en ligt in de gemeenten Opsterland, Heerenveen, Ooststellingwerf en het oostelijk deel van Weststellingwerf.
Het ligt ten zuiden van de Noordelijke Wouden en wordt daarom ook wel als Zuidelijke Wouden aangeduid. Aan de westzijde ligt het landschap van de Veenpolders.

## Landschap
De Zuidoosthoek is een van de negen landschappen in Friesland. De Zuidoosthoek ligt op een westelijke uitloper van het Drents Plateau. Het Nationaal Park Drents-Friese Wold ligt voor een deel in de Zuidoosthoek. In het landschap liggen drie grote kanalen: de Tjonger, de Schoterlandse Compagnonsvaart en de Opsterlandse Compagnonsvaart

## Voetnoot
1. ↑  De wereld van het Friese landschap (Meindert Schroor)